# Oscularia major
Oscularia major är en isörtsväxtart som först beskrevs av Richard Weston, och fick sitt nu gällande namn av Schwant. apud Jacobsen. Oscularia major ingår i släktet Oscularia och familjen isörtsväxter. Inga underarter finns listade i Catalogue of Life.